# Warbreaker
Warbreaker is een op zichzelf staand fantasyboek geschreven door de Amerikaanse schrijver Brandon Sanderson. Het werd voor het eerst gepubliceerd in juni 2009 door Tor Books. 

## Inhoud
Warbreaker vertelt het verhaal van twee prinsessen, Vivenna en Siri. Vivenna werd gecontracteerd door middel van een verdrag om te trouwen met de God-King van de rivaliserende natie Hallendren. Maar in plaats daarvan wordt Siri gestuurd. Hierop volgt Vivenna haar naar Hallendren in de hoop Siri te redden van haar lot. Beide zusters komen terecht in een wervelstorm van intriges die leiden tot een oorlog tussen hun eigen natie en die van de Idris en Hallendren.

## Ontvangst
Orson Scott Card zei dat het diverse aspecten van het magiesysteem teleurstellend vond omdat het te ver gezocht was om magie uit kleur te halen. 
SSFWorld noemde het boek 'goed gewrocht, intelligent, en op sommige momenten verrassend'. 

## Sequel
Sanderson heeft de mogelijkheid van een sequel op Warbreaker niet uitgesloten. Niettemin heeft Sanderson nog niets gezegd over de mogelijke gebeurtenissen, of de locatie daarvan in zijn fictieve wereld. Een mogelijke naam voor het tweede boek zou Nightblood zijn, refererend aan het levende zwaard Nightblood dat het eigendom is van Vasher, een van de protagonisten in Warbreaker.